# Водяна завіса

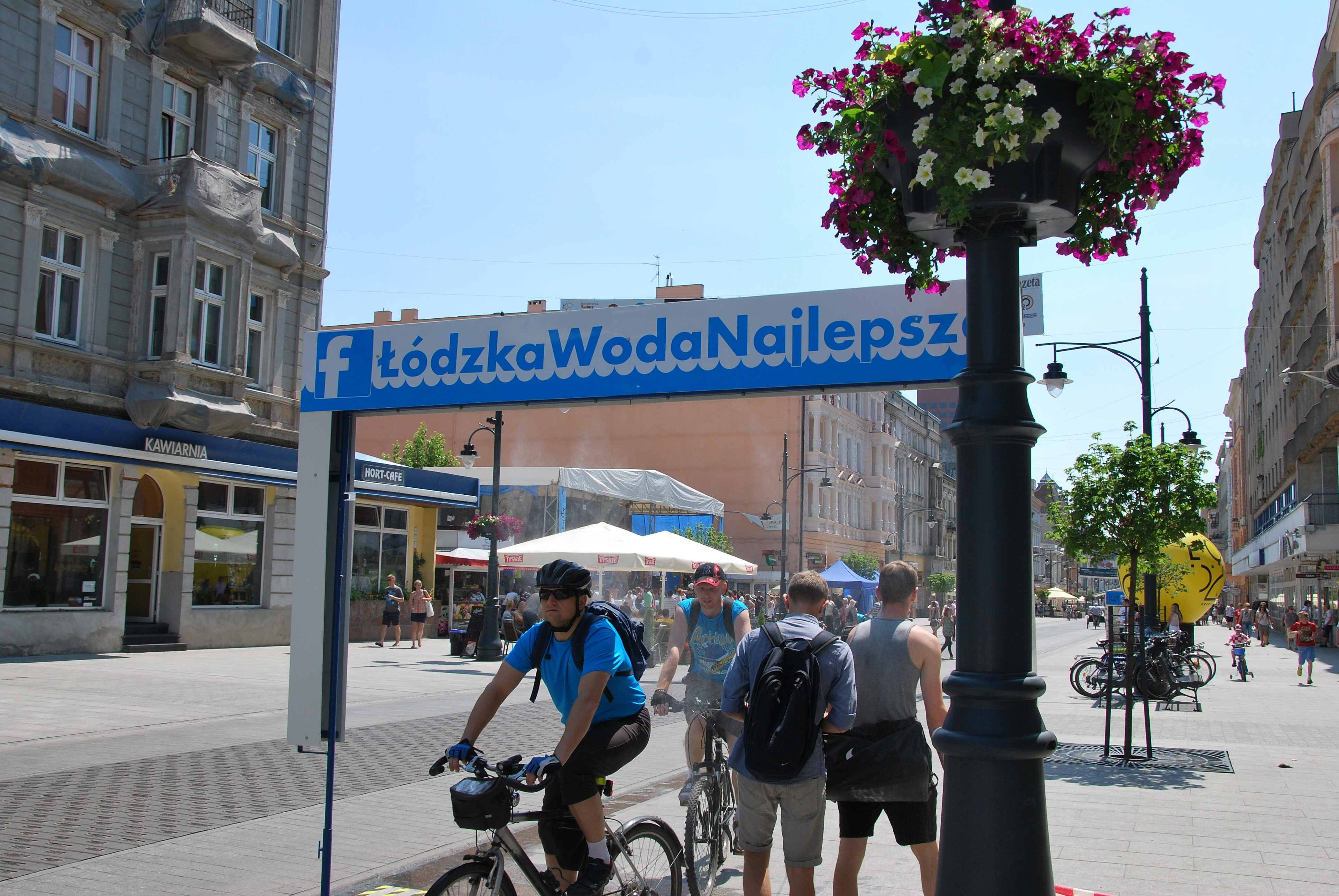
Повітряно-водяна завіса на вулиці Петрковської в польському Лодзі була встановлена ще в червні 2015 року.

Водяна завіса або освіжаюча рамка — спеціальний пристрій для розпилення води з метою:
- відгородити певну територію, наприклад, гірничодобувну дільницю, частину шахти тощо від зони забруднюючих речовин, в основному пилу;
- запобігання поширенню пожежі;
- застосовується також під час спеки для охолодження перехожих.

## Промислове застосування
Рамку водяної завіси, як правило, використовують в роботі Державної служби України з надзвичайних ситуацій для відпрацювання заходів реагування на надзвичайні ситуації, пов'язаних із аваріями з викидом (виливом) небезпечних хімічних, або радіоактивних речовин. Весь особовий склад, який брав участь у виконанні робіт у зоні хімічного забруднення повинен пройти санітарну обробку, яка супроводжується дезактивацією, дегазацією або дезінфекцією одягу, взуття та засобів індивідуального захисту.

## Встановлення в українських містах
Під час аномальної спеки в Україні в кінці липня — на початку серпня 2017 року в українських містах стали масово встановлювати рамки, які розпорошують воду на пішоходів, що проходять під нею. В Києві така запрацювала в середині липня на площі Лесі Українки поруч з ЦВК.
Подібна рамка ще влітку 2016 року працювала в Черкасах на переході бульвару Шевченка, що поблизу міської ради. Знову почала функціонувати вона в червні 2017-го.
На серпень 2017 року такі завіси запрацювали практично в усіх обласних центрах України.